# هوارد هايز
هوارد هايز (بالإنجليزية: Howard Hayes)‏ هو منافس ألعاب قوى أمريكي، ولد في 30 أكتوبر 1877 في ستوبنفيل في الولايات المتحدة، وتوفي في 30 أغسطس 1937 في شيكاغو في الولايات المتحدة.

## وصلات خارجية
- هوارد هايز على موقع أوليمبيديا (الإنجليزية)